# Haliclona baeri
Haliclona baeri är en svampdjursart som först beskrevs av Wilson 1925.  Haliclona baeri ingår i släktet Haliclona och familjen Chalinidae.
Artens utbredningsområde är Filippinerna. Inga underarter finns listade i Catalogue of Life.